# Sanne te Loo
Sanne te Loo (Waddinxveen, 1972) is een Nederlands schrijfster van prentenboeken en illustratrice. Na in 1995 te zijn afgestudeerd aan de Academie voor Beeldende Kunsten Sint-Joost in Breda tekent ze tegenwoordig voor verscheidene tijdschriften, vakbladen en jeugdboeken. 

## Geïllustreerde boeken
- Ping Li en zijn vlieger (Lemniscaat, 2001)
- Kleine vis (Lemniscaat, 2003)
- De kerst van de keizer (Clavis, 2004)
- Groeipijntjes (Prometheus, 2005)
- Hotel Regenboog (Clavis, 2006)
- Gewoon Fien (Lemniscaat, 2007)
- De kleren van Sinterklaas' (Lemniscaat, 2008)
- De lentekriebels van Jens en Lin (Clavis, 2008)
- De winterpret van Jens en Lin (Clavis, 2008)
- Sinterklaasjournaal voorleesboek (Haarlem, 2008)
- Slaap lekker! (Clavis, 2008)
- Een hoofd om op te staan ( Lemniscaat) 2009
- De schoenen van de zeemeermin (Lemniscaat), 2012
- De duik, samen met Sjoerd Kuyper (tekst) 2015, bekroond met de Jenny Smelik-IBBY-prijs 2016, Glazen Globe 2015, genomineerd voor de Woutertje Pieterse Prijs 2015
- Dit is voor jou (Lemiscaat, 2017), bekroond met Zilveren Penseel 2018
- De man met de zeegroene ogen (Hoogland & Van Klaveren, 2019) De auteur Koos Meinderts won hiermee een Zilveren Griffel (2020)
- Brons; over glimmende schatten in mistige moerassen (Fontaine, 2019) De auteur Linda Dielemans kreeg een Vlag en Wimpel en het boek werd genomineerd voor de Woutertje Pieterse Prijs (2020)
- Er lag een trommeltje in het gras (Querido, 2020) De auteur Edward van de Vendel won in de categorie Tot zes jaar een Zilveren Griffel (2021)